# ATC H02 – Szisztémás kortikoszteroidok
Az ATC H02 – Szisztémás kortikoszteroidok a gyógyszerek anatómiai, gyógyászati és kémiai osztályozási rendszerének (ATC) egyik alcsoportja.
| ATC H   | Szisztémás hormonkészítmények, a nemi hormonok kivételével |
| ------- | ---------------------------------------------------------- |
| ATC H01 | Hipofízis-hormonok, hipotalamusz-hormonok és analógjaik    |
| ATC H02 | Szisztémás kortikoszteroidok                               |
| ATC H03 | Pajzsmirigy-terápia                                        |
| ATC H04 | Hasnyálmirigy-hormonok                                     |
| ATC H05 | Kalcium-homeosztázis                                       |

## H02A 	Szisztémás kortikoszteroidok önmagukban

### H02AA Mineralokortikoidok
| H02AA01 | Aldoszteron    | Aldosterone     |                        |
| H02AA02 | Fludrokortizon | Fludrocortisone | Fludrocortisoni acetas |
| H02AA03 | Dezoxikorton   | Desoxycortone   | Desoxycortoni acetas   |

### H02AB Glukokortikoidok
| H02AB01 | Betametazon      | Betamethasone      | Betamethasonum, Betamethasoni acetas, Betamethasoni dipropionas, Betamethasoni natrii phosphas, Betamethasoni valeras |
| H02AB02 | Dexametazon      | Dexamethasone      | Dexamethasonum, Dexamethasoni acetas, Dexamethasoni isonicotinas, Dexamethasoni natrii phosphas                       |
| H02AB03 | Fluokortolon     | Fluocortolone      | Fluocortoloni pivalas                                                                                                 |
| H02AB04 | Metilprednizolon | Methylprednisolone | Methylprednisolonum, Methylprednisoloni acetas, Methylprednisoloni hydrogenosuccinas                                  |
| H02AB05 | Parametazon      | Paramethasone      | |
| H02AB06 | Prednizolon      | Prednisolone       | Prednisolonum, Prednisoloni acetas, Prednisoloni natrii, Prednisoloni pivalas                                         |
| H02AB07 | Prednizon        | Prednisone         | Prednisonum |
| H02AB08 | Triamcinolon     | Triamcinolone      | Triamcinolonum, Triamcinoloni acetonidum, Triamcinoloni hexacetonidum                                                 |
| H02AB09 | Hidrokortizon    | Hydrocortisone     | Hydrocortisonum, Hydrocortisoni acetas, Hydrocortisoni hydrogenosuccinas                                              |
| H02AB10 | Cortizon         | Cortisone          | Cortisoni acetas |
| H02AB11 | Prednilidén      | Prednylidene       | |
| H02AB12 | Rimexolon        | Rimexolone         | |
| H02AB13 | Deflazakort      | Deflazacort        | |
| H02AB14 | Kloprednol       | Cloprednol         | |
| H02AB15 | Meprednizon      | Meprednisone       | |
| H02AB17 | Kortivazol       | Cortivazol         | |

## H02BSzisztémás kortikoszteroid-kombinációk

### H02BXSzisztémás kortikoszteroid-kombinációk
H02BX01 Metilprednizolon kombinációk

## H02C Antiadrenális készítmények

### H02CA Antikortikoszteroidok
H02CA01 Trilosztán